# Byttneria uaupensis
Byttneria uaupensis är en malvaväxtart som beskrevs av Richard Spruce och Karl Moritz Schumann. Byttneria uaupensis ingår i släktet Byttneria och familjen malvaväxter. Inga underarter finns listade i Catalogue of Life.